# Обслуговуючий банк
Обслуговчий банк (банк, що обслуговує) — банк, у якому відкрито рахунок учаснику безготівкових розрахунків та/або який здійснює для нього на договірних умовах будь-яку з операцій чи послуг, передбачених Законом України "Про банки і банківську діяльність". Обслуговування установ  та  організацій, оплата видатків яких здійснюється з єдиного казначейського рахунку, виконує також орган державного казначейства.